# Trần Lam (nhà sản xuất)
Trần Lam (tiếng Trung: 陳嵐, tiếng Anh: Tiffany Chen Lan, sinh ngày 15 tháng 1 năm 1959), tên khai sinh là Trần Minh Anh (tiếng Trung: 陳明英, tiếng Anh: Tiffany Chen Ming-yin), là một nữ doanh nhân kiêm nhà sản xuất điện ảnh người Hồng Kông gốc Đài Loan. Là người đảm nhận vị trí phó chủ tịch của China Star Entertainment và là vợ của Hướng Hoa Cường, bà từng được tờ The Hollywood Reporter bầu chọn là một trong những người phụ nữ có quyền lực nhất trong ngành giải trí.